# Kane Andersson
Anna-Karin Kane Andersson, född 1958, är en svensk orienterare. Andersson har vunnit världsmästerskapen för veteraner vid två tillfällen, 2011 och 2019, i klasserna Damer 50 långdistans respektive Damer 60 medeldistans. Hon tävlar för IFK Mora OK.